# کوکانوک، آلاسکا
کوکانوک (به انگلیسی: Kokhanok) شهری در بخش لیک اند پنینسولا ایالت آلاسکا است که جمعیت آن در سرشماری سال ۲۰۰۰ میلادی ۱۷۴ نفر بوده‌است.